# Fortaleza Lichtenau
La fortaleza (de) Lichtenau (en alemán: Festung Lichtenau) es un complejo arquitectónico y antigua fortificación ubicada de la ciudad bávara de Lichtenau, en la región de Franconia Media, al sur de Alemania. Fue construida por castellanos (Burgherren) de la entonces ciudad imperial libre de Núremberg como edificación estratégica en torno a la zona céntrica del mercado de la ciudad, que se encuentra en el valle del Rezat Franconio.
La fortaleza desempeñó un importante papel en las guerras de los Margraves entre las instituciones de la ciudad, por un lado —representadas por los patricios (Patrizier) que ejercían de castellanos—, y los burgraves locales (Burggrafen), por el otro, en una Franconia donde tras la caída de los Hohenstaufen, el papel de los burgraviatos iba perdiendo cada vez más poder ante la burguesía ciudadana, que tenía como objetivo rendir cuentas directamente al emperador (de ahí el concepto de ciudad libre).
El complejo de la fortaleza es uno de los ejemplos más destacados de la arquitectura renacentista alemana del siglo xv, que sirve como símbolo de la región y del concepto de ciudad libre.

## Historia
La Fortaleza Lichtenau tiene sus orígenes en un castillo de foso adquirido en 1406 a Federico II de Heideck (el Freiherr más destacado de la época) por la ciudadanía de Núremberg (representada por los castellanos, patricios de la ciudad). Debido a la ubicación estratégica del castillo, que encarnaba la potestad ciudadana de Núremberg en territorio de los margraves de Brandeburgo, abundaban las tensiones y los conflictos locales, que a menudo acarreaban la destrucción de propiedades en ambos lados.

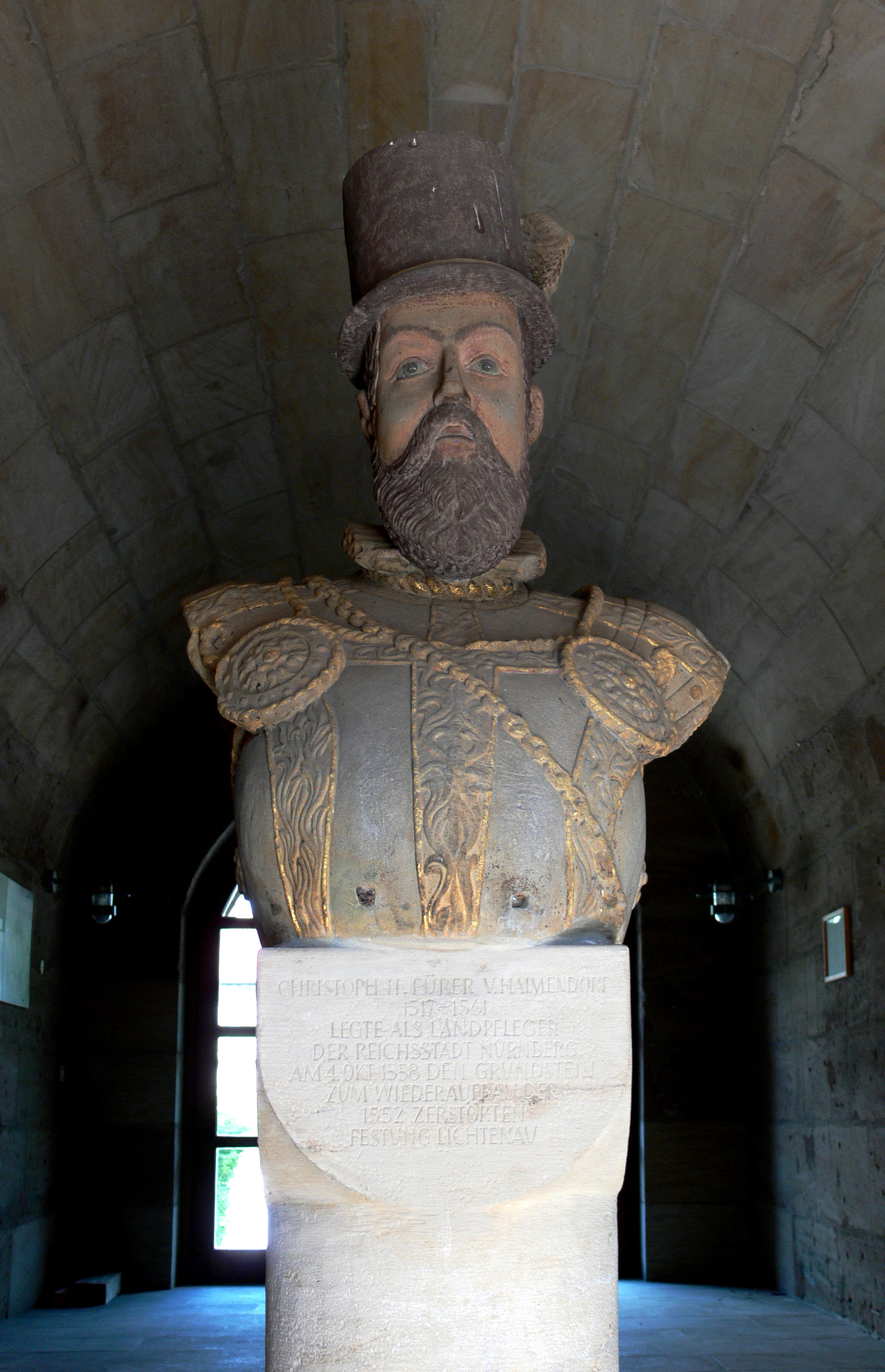
Busto de Christoph II von Haimendorf, patricio de Núremberg y señor de la fortaleza (1517–1553), en un espacio abovedado de la sala del castillo.

Durante la primera guerra de los Margraves en 1449, Alberto III Aquiles, príncipe elector y margrave de Brandeburgo-Ansbach, invadió Lichtenau y la devastó, conquistando el castillo como objetivo principal, aunque este sería devuelto a los castellanos de la villa menos de cuatro años después.

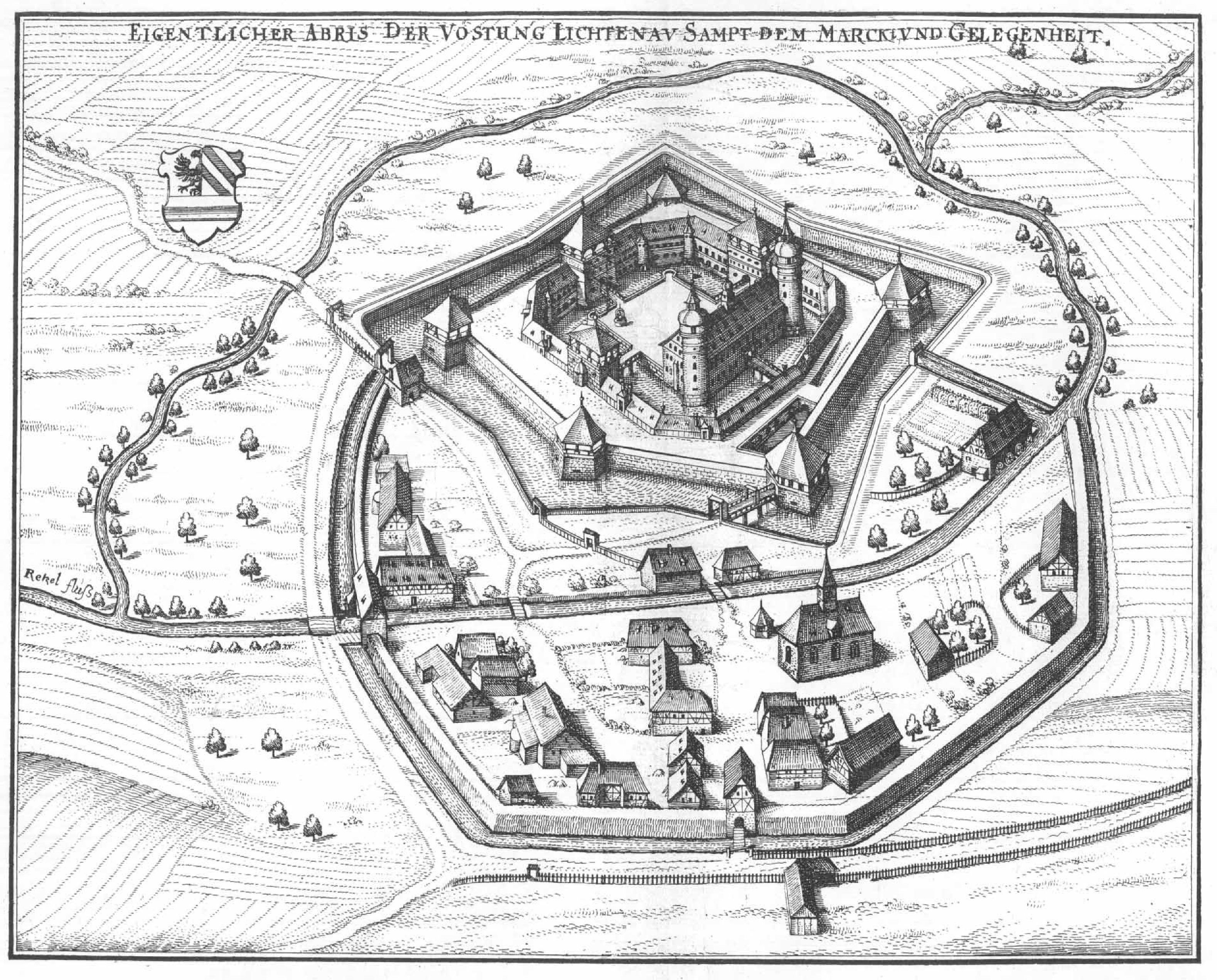
Plano de la fortaleza y el mercado de Lichtenau, parte de Topographia Franconiae – obra de Matthäus Merian, 1648.

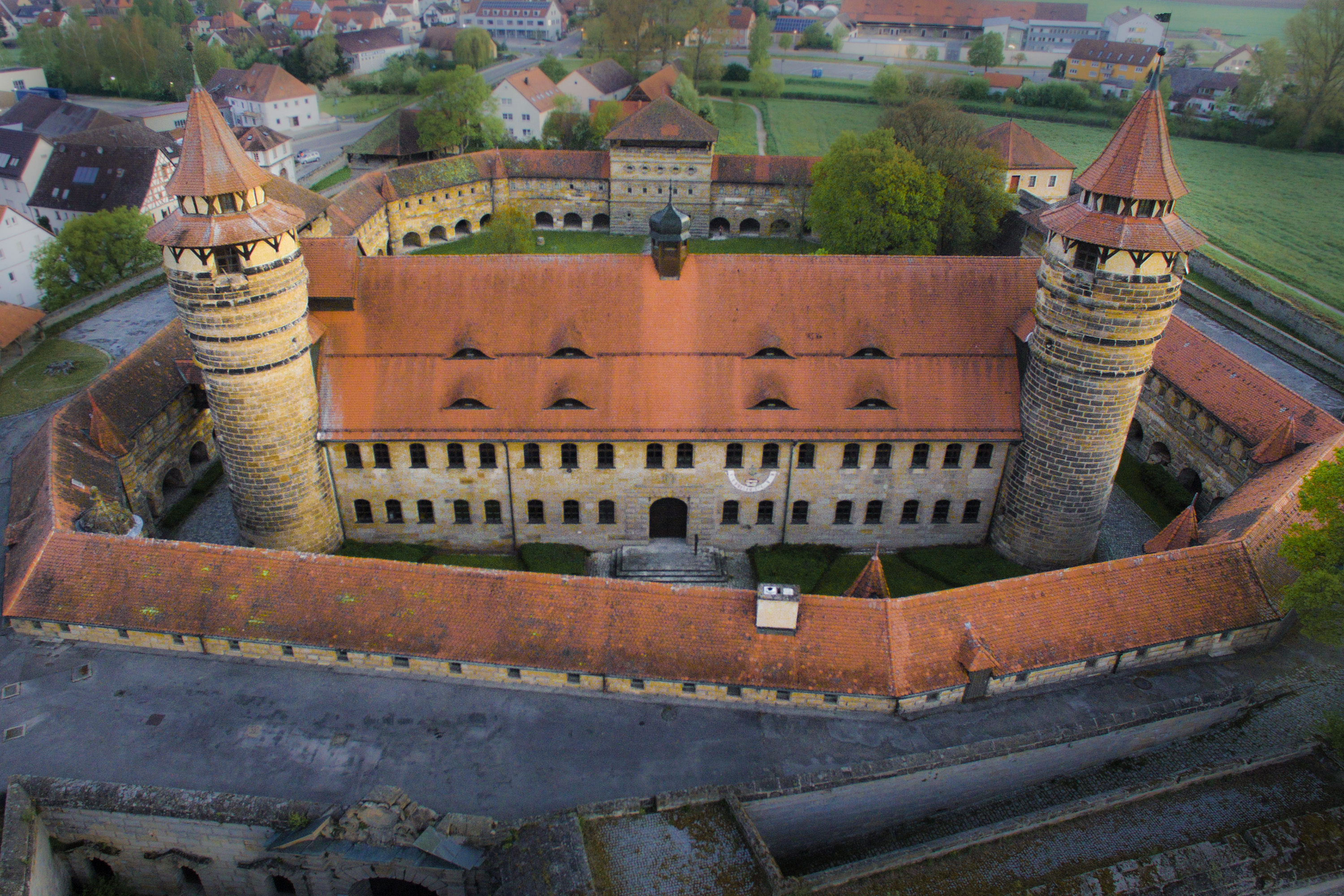
Vista aérea de la fortaleza Lichtenau

Durante un siglo, el castillo fue objeto de disputas locales, hasta que en 1553, en el marco de la segunda guerra de los Margraves, Alberto Alcibíades, príncipe de Bayreuth (también conocido como margrave de Brandeburgo-Kulmbach), volvió a invadir la ciudad y, en su notorio estilo iracundo (que le valió el apodo el Belicoso), destrozó el castillo por completo y sin que sus ocupantes presentaran siquiera batalla. La brutalidad del ataque sirvió para que otros castillos, como el de Altenburg en Bamberg, se rindieran a las tropas margraviales nada más acercarse estas a sus dominios.
Sobre las ruinas de lo que quedaba del antaño castillo, los ciudadanos de la ciudad imperial libre de Núremberg erigieron una fortaleza —en principio basada en antiguos planos de Antonio Falzón (quien había diseñado partes de los castillos de Núremberg y de de Heidelberg)— que costó a las arcas de la ciudad unos 194 000 gulden. Aunque, debido a la total destrucción del anterior castillo, las obras no terminarían hasta 1630. Menos de un año después, en 1631, esta fue asediada y posteriormente conquistada por tropas imperiales encabezadas por el conde de Tilly, también esta vez sin ofrecer resistencia a pesar de sus marcadas características defensivas. Tilly, quien entendió el significado estratégico del complejo, mandó a no dañarlo.
El último ataque importante sufrido por la fortaleza tuvo lugar en 1688, durante una redada de las tropas del Rey Sol, Luis XIV de Francia. Acostumbrados a que los encargados del castillo lo cedieran sin mayor resistencia, los franceses exigieron al castellano mayor (Pfleger), Johann Friederich Haller von Hallerstein, a que les entregase la plaza, pero este, rompiendo con una tradición de cesiones pacíficas, se resistió, derrotando por ende a los franceses, quienes abandonaron sus planes de asedio poco después.

### Características militares
Desde el punto de vista militar, se considera que para finales del siglo xvi, la fortaleza de Lichtenau se había quedado desactualizada. Sus defensas ya no estaban al día con los últimos desarrollos militares de la época —que se centraban en los ataques de artillería más moderna—, lo cual, teniendo en cuenta su desfavorable ubicación en un valle (el del Rezat), planteaba dificultades a la hora de resistir los asedios de artillería. Sin embargo, seguía sirviendo como guarnición militar de las tropas imperiales en tiempos de paz, que para finales del siglo constaban de doscientos artilleros, dos compañías de caballería y dos compañías de dragones.

### Reino de Baviera
En 1806, Lichtenau, al igual que Núremberg y el resto de Franconia, fue absorbida por el Reino de Baviera, del cual formaría parte hasta la unificación de Alemania. Durante este tiempo, la fortaleza sirvió como prisión mayor, gobernada por Ludwig von Redwitz, padre del prestigioso poeta Oskar von Redwitz, quien nació en la misma fortaleza en 1823.

## Galería de imágenes

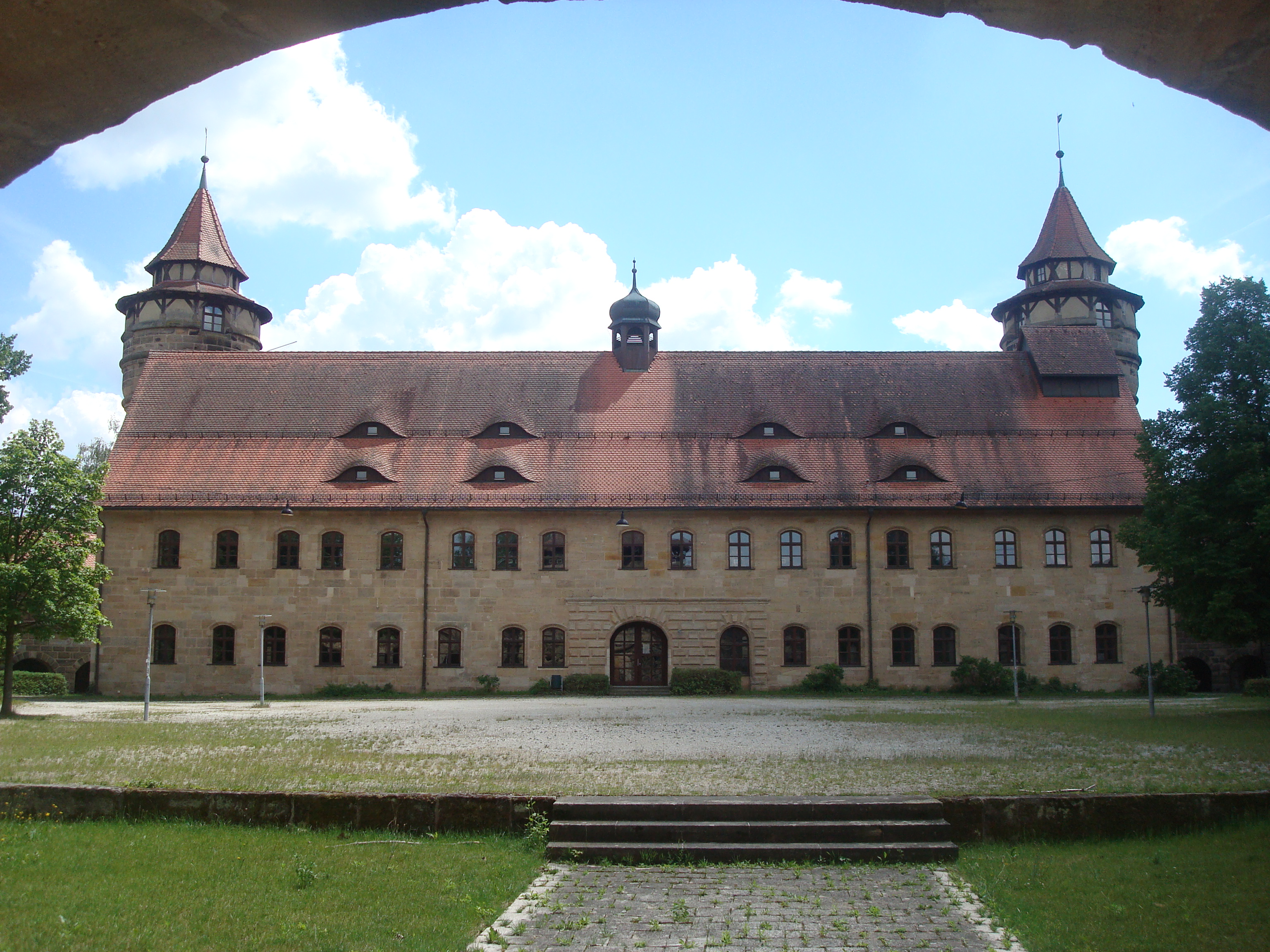
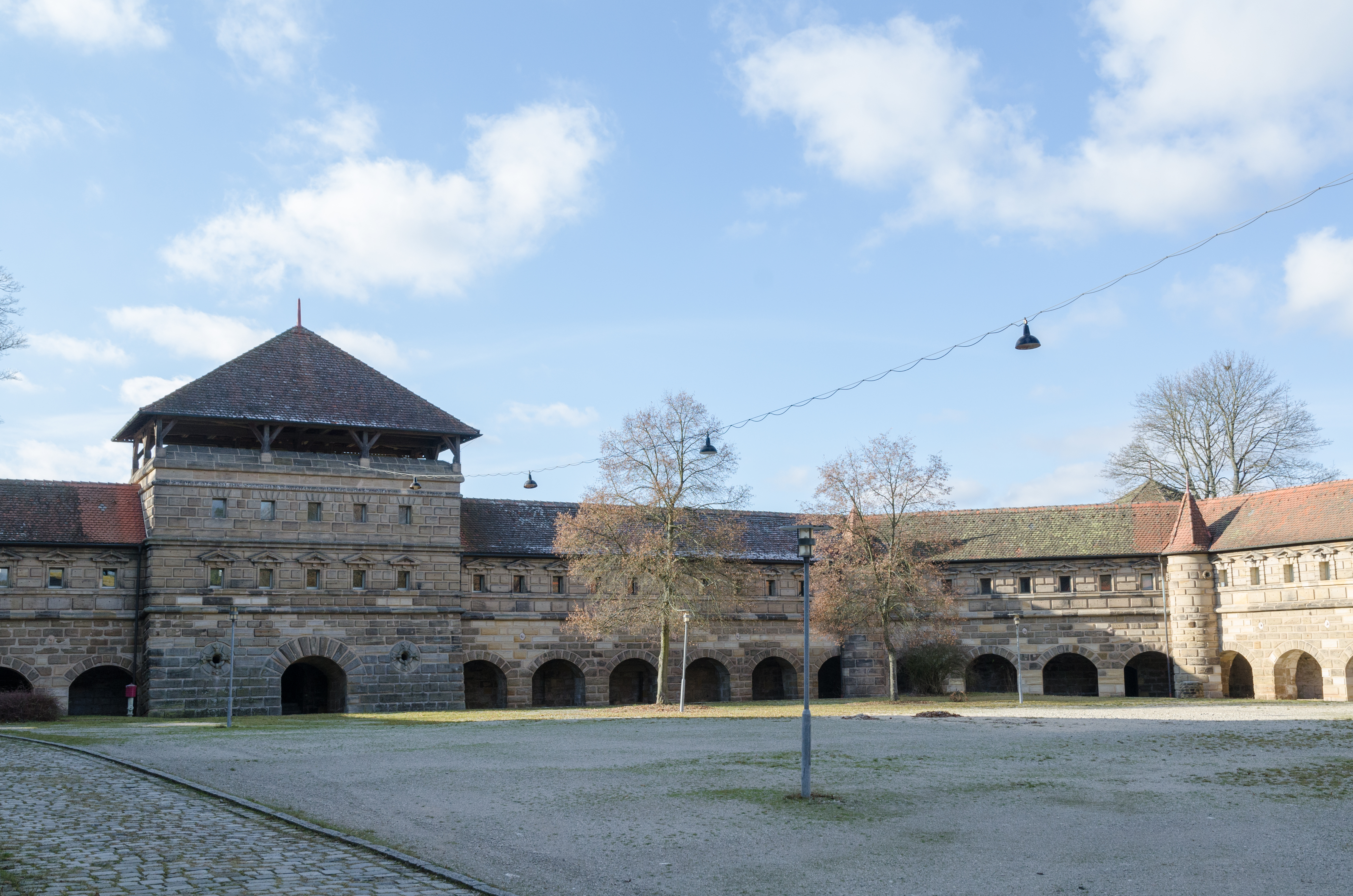
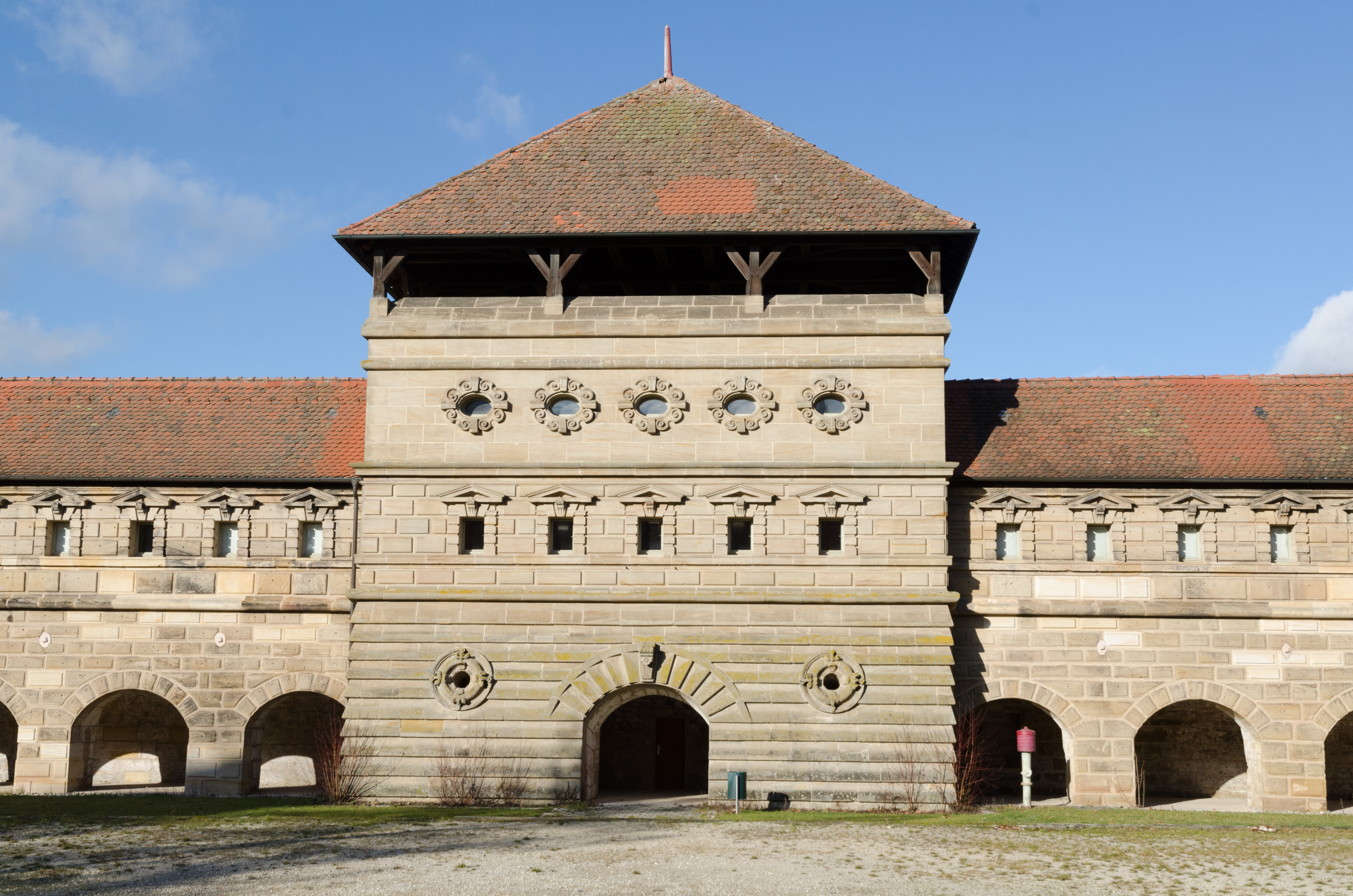
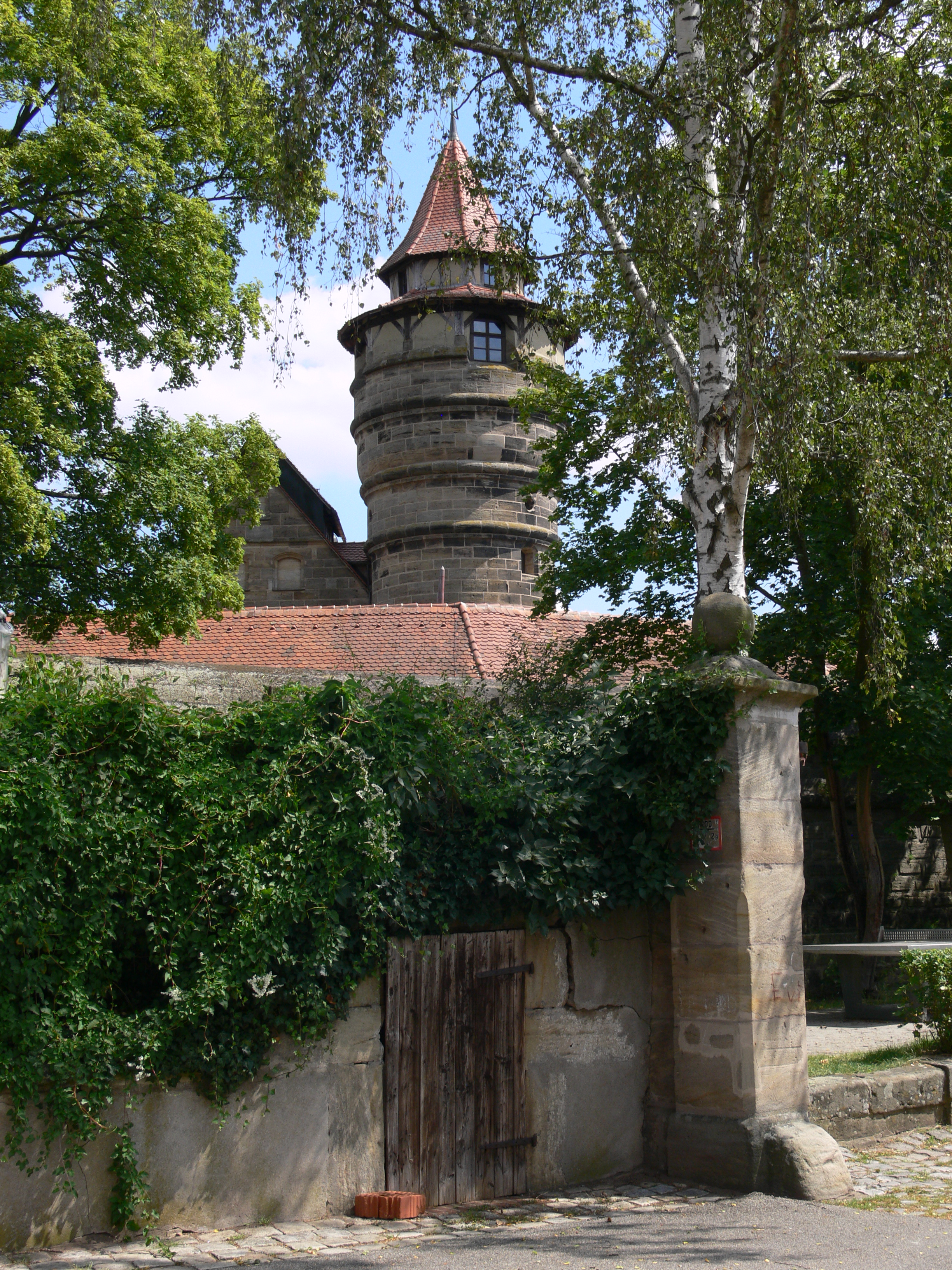
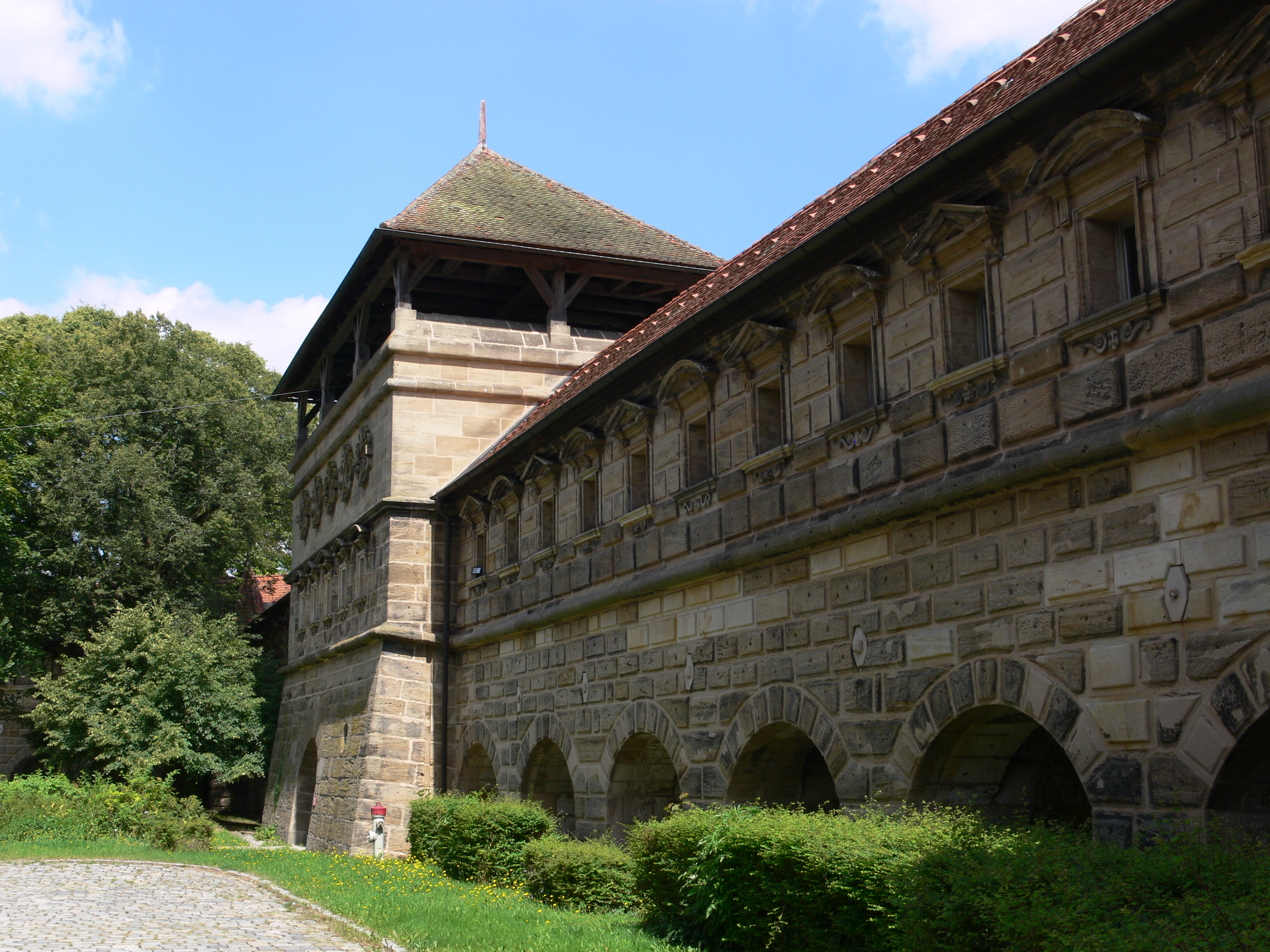
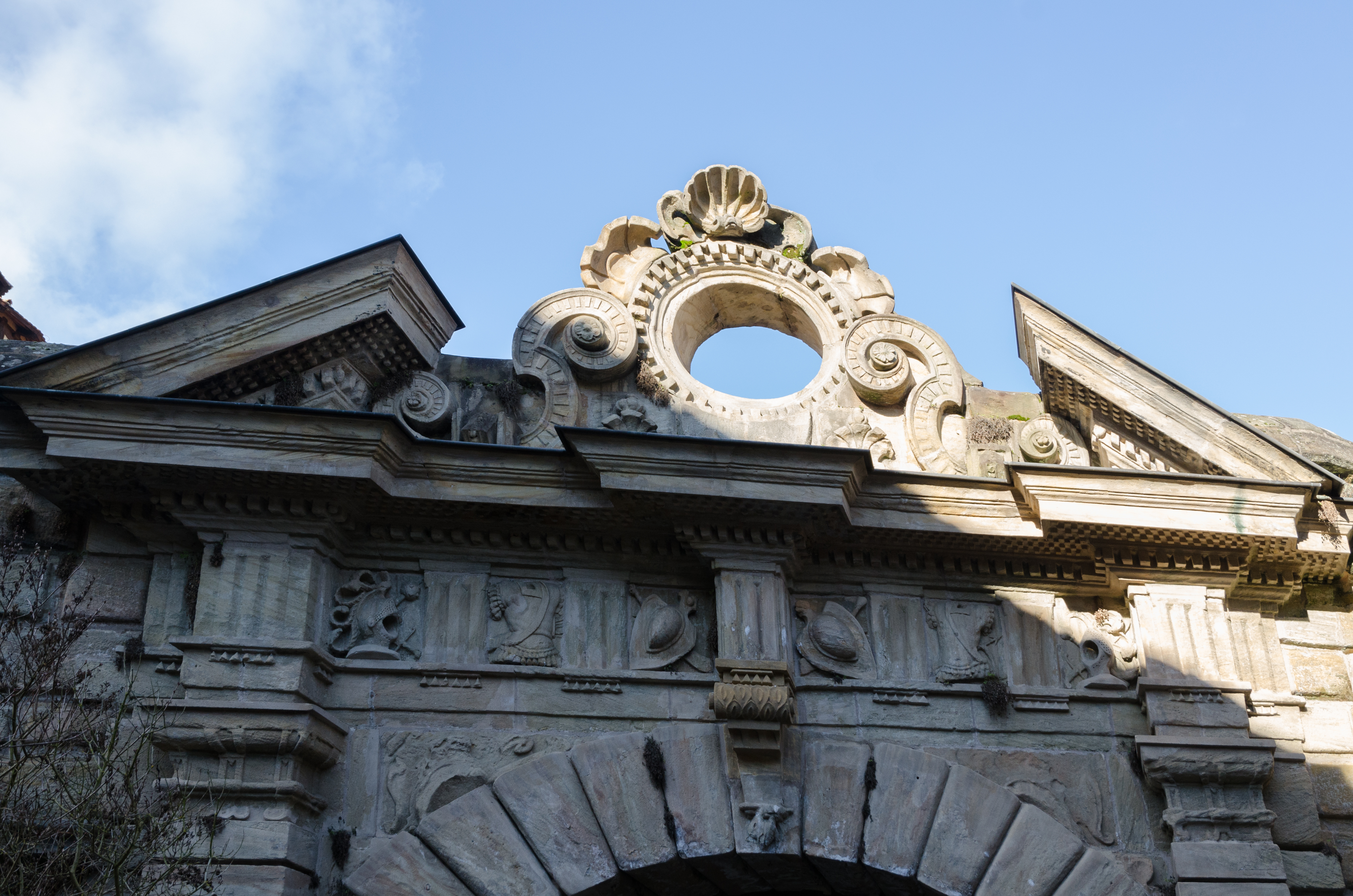
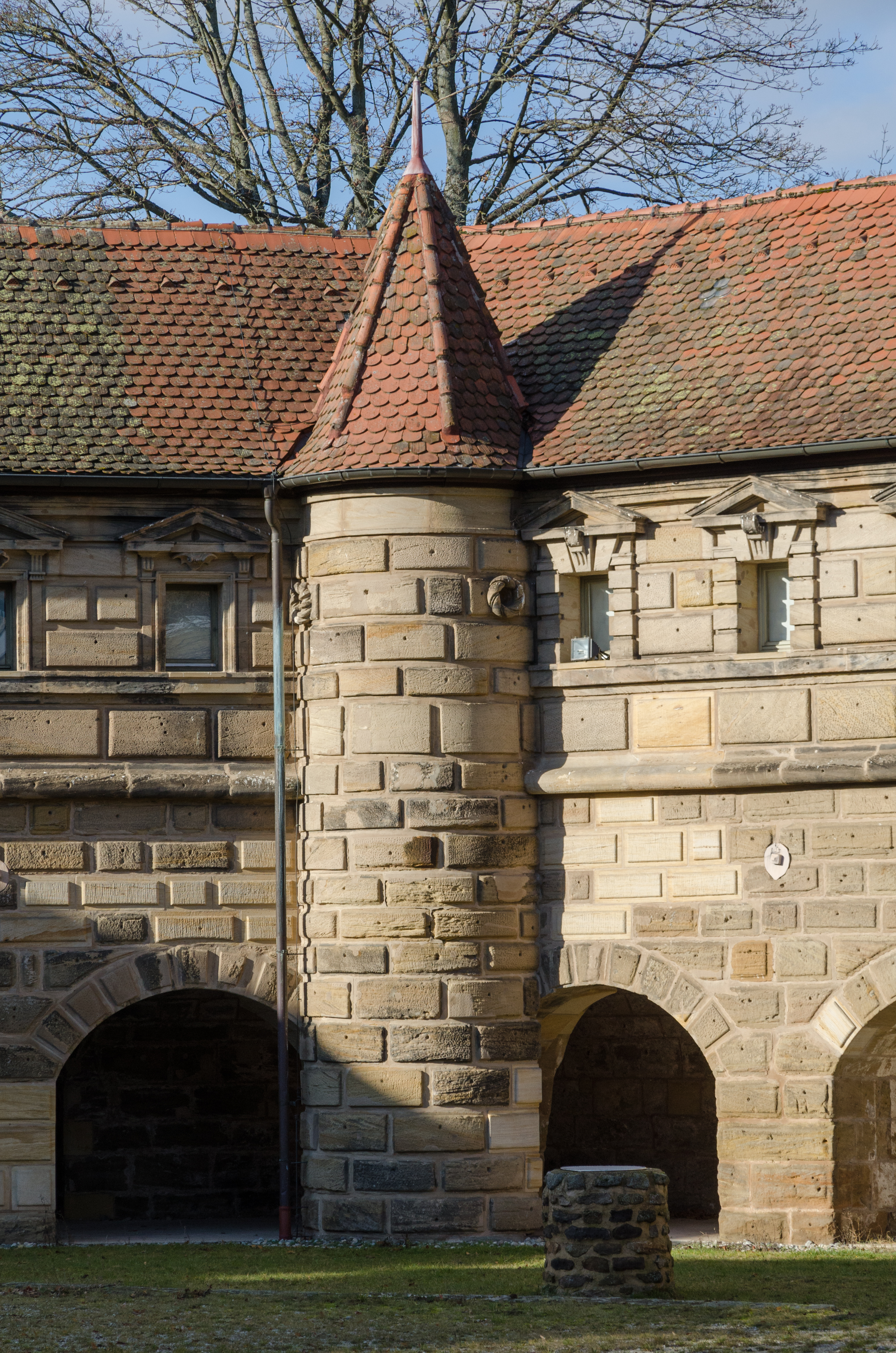
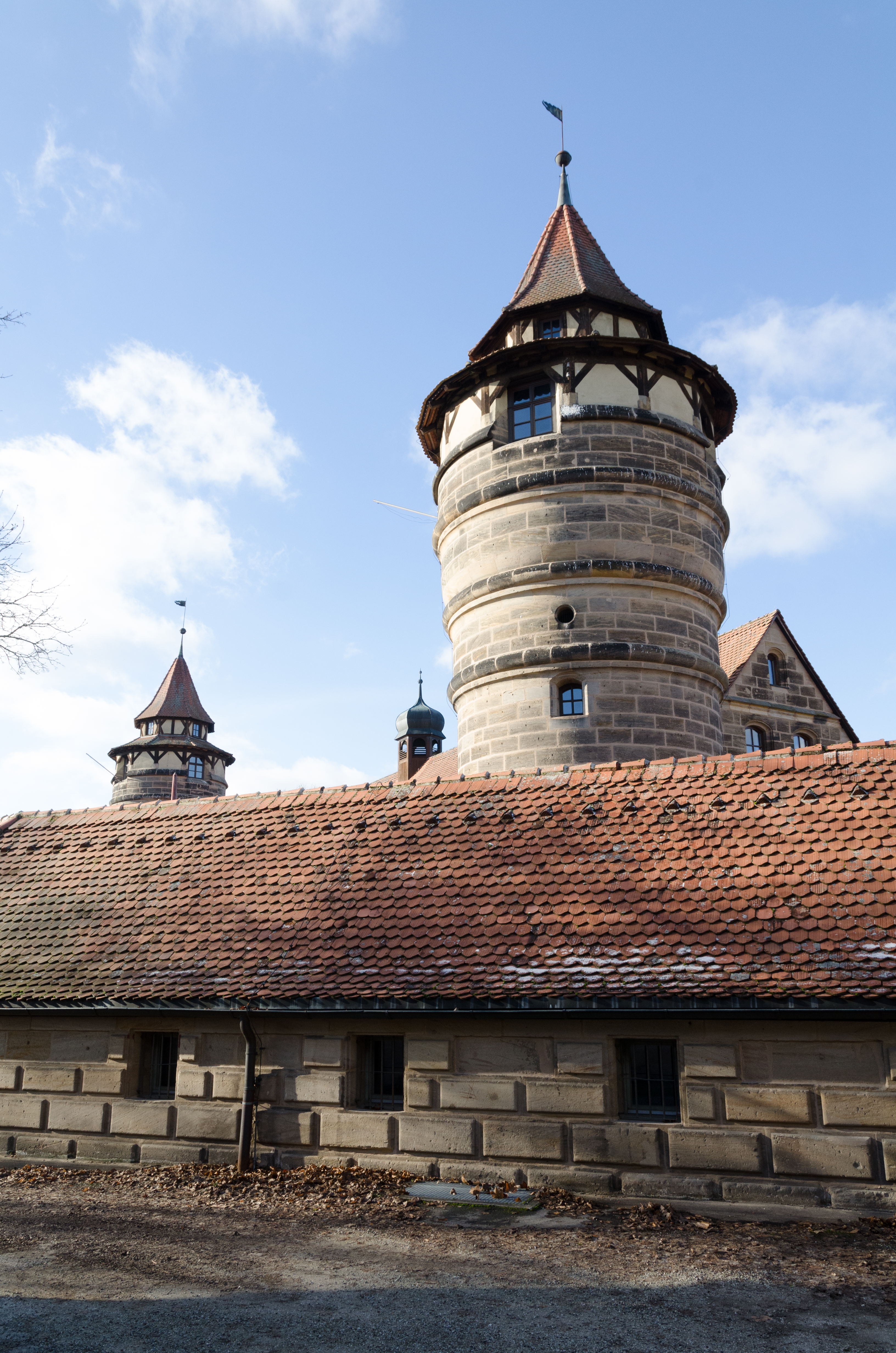
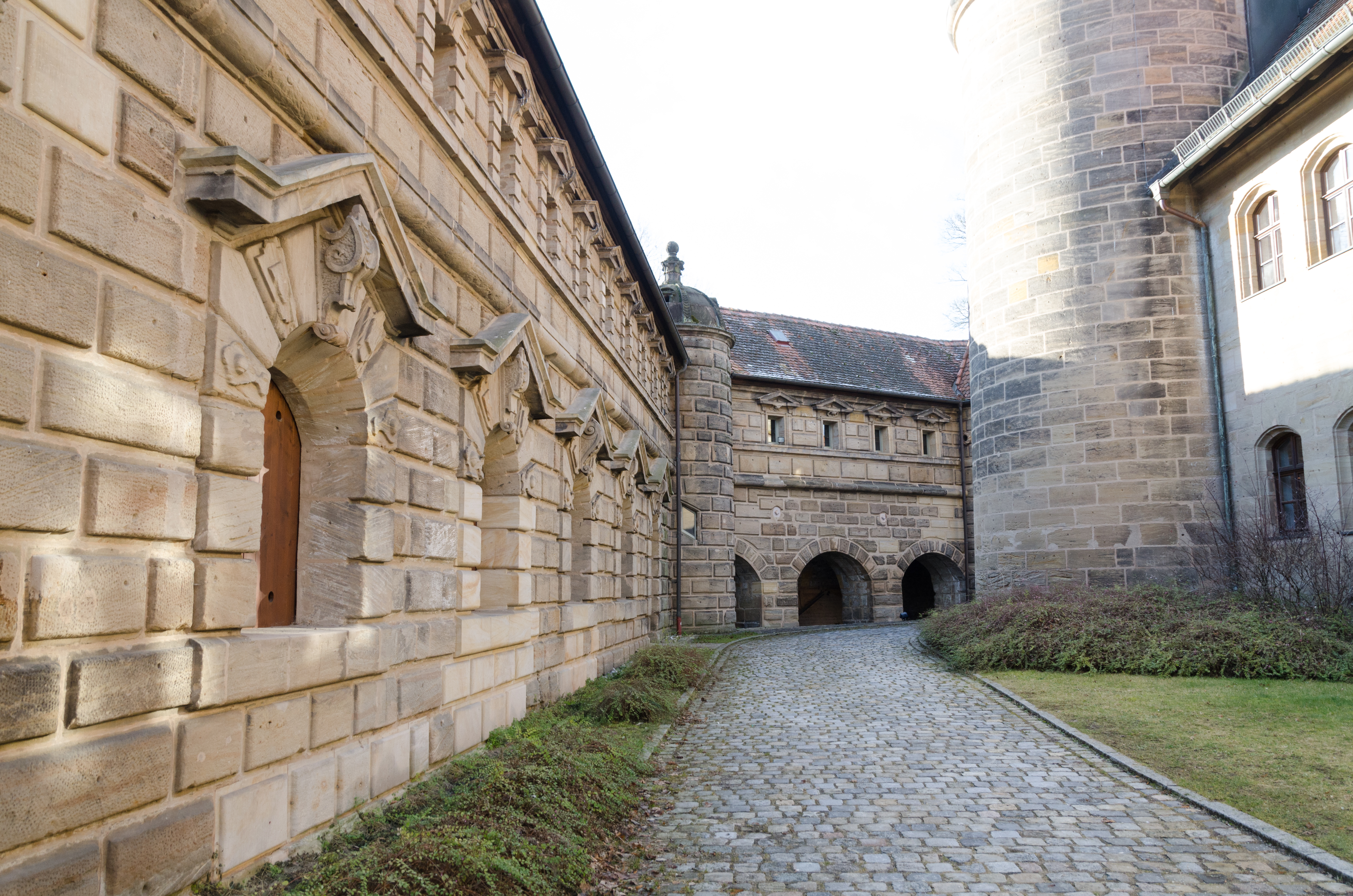

## Actualidad
Tras un exhaustivo proceso de rehabilitación, la fortaleza alberga en la actualidad uno de los repositorios de los Archivos Estatales de Núremberg, pertenecientes al Estado Libre de Baviera. El patio y los espacios abiertos circundantes están abiertos al público todos los días. Una vez al año, en julio, se celebra en las dependencias de la fortaleza la Fiesta del Castillo, un evento organizado por la sociedad histórica local. Durante la fiesta, se organizan recreaciones de la vida en la fortaleza durante la Baja Edad Media, mientras que la fortaleza en su totalidad se abre a visitas durante dos días.